# Mariakapel (Dieteren)

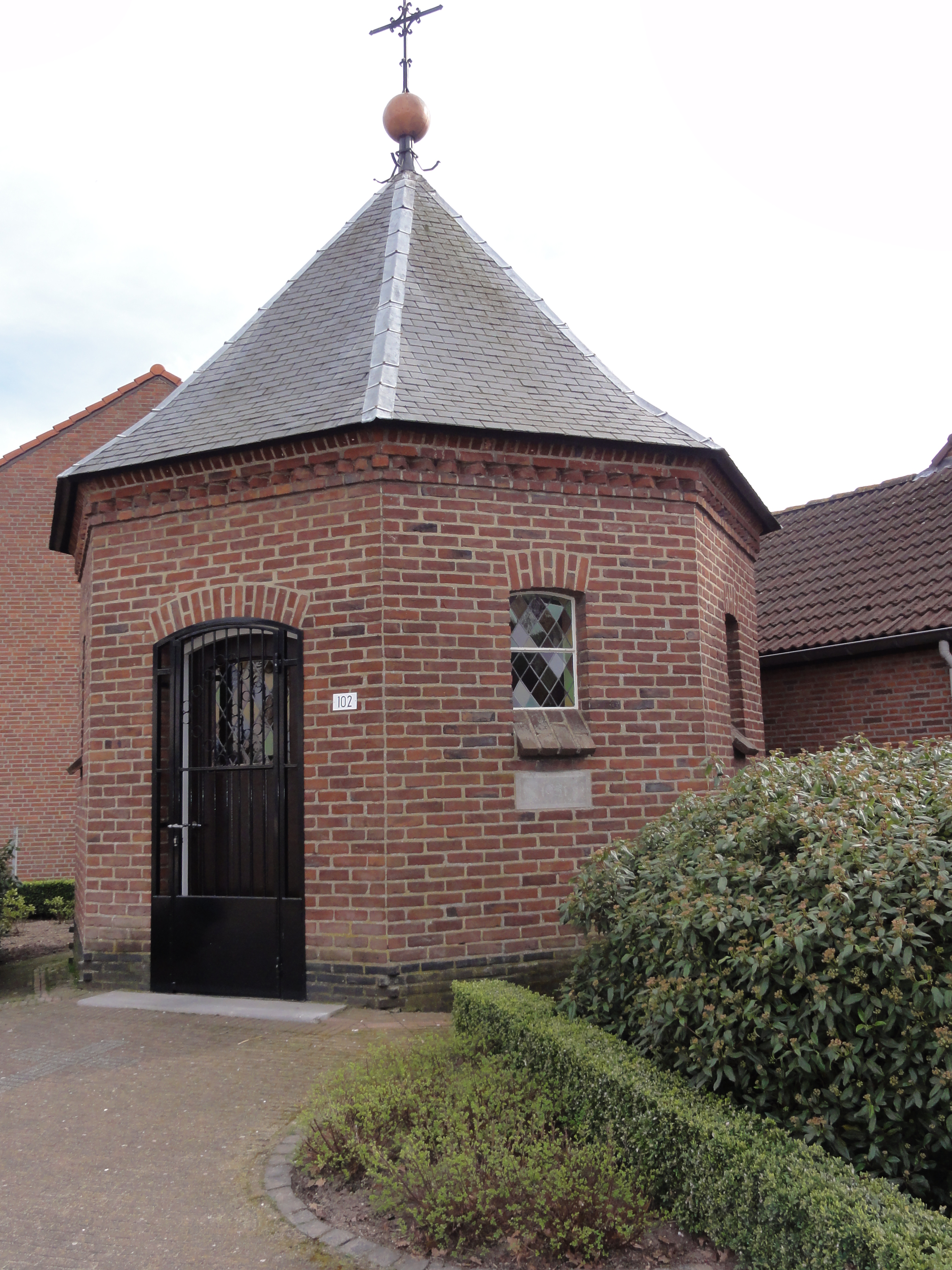
De Mariakapel

De Mariakapel is een kapel in Dieteren in de Nederlandse gemeente Echt-Susteren. De kapel staat aan een splitsing op de hoek van de Kerkstraat met de Zilstraat waar de Echterstraat hierop uitkomt.
De kapel is gewijd aan de heilige Maria.

## Geschiedenis
In 1951 werd de kapel gebouwd.

## Gebouw
De bakstenen kapel is opgetrokken op een achthoekig grondplan en wordt gedekt door een tentdak met leien met op de top een smeedijzeren kruis op een koperen bol. In zes van de acht gevels is een segmentboogvormig venster met glas-in-lood geplaatst, de achtergevel heeft geen venster en in de frontgevel bevindt zich de segmentboogvormige toegang van de kapel die wordt afgesloten met een traliehek en een deur. In de gevel rechts van de frontgevel is een gevelsteen aangebracht met daarin het jaartal 1951.
Van binnen is de kapel uitgevoerd met een bakstenen lambrisering met daarboven wit gestuukte wanden en gewelf. Tegen de achterwand is het bakstenen altaar gemetseld met daarop een bakstenen sokkel. Op de sokkel staat het bruine Mariabeeld en toont de gekroonde heilige met op haar linkerarm het (ongekroonde) kindje Jezus.